# The Lady Killer
The Lady Killer es el tercer álbum de estudio del cantante estadounidense Cee Lo Green, lanzado el 5 de noviembre de 2010 por el sello discográfico Elektra Records. La producción del álbum estuvo a cargo de Salaam Remi, ELEMENT, Smeezingtons He, Fraser T. Smith, Paul Epworth, y Jack Splash durante el año 2009 al 2010.
El álbum debutó en el número nueve en el Billboard 200 de los EE. UU. vendiendo 41.000 copias en su primera semana. Logró éxito en otras listas respetableS y produjo dos sencillos, incluyendo el éxito internacional Fuck You!El álbum ha sido disco de oro en el Reino Unido. Tras su liberación, The Lady Killer recibió comentarios positivos de los críticos de la música, ganándose elogios por su producción, el soul clásico enfoque de la música y el canto de Green.

## Lista de canciones
| N.º | Título                                   | Escritor(es)                                                   | Producer(s)                     | Duración |  |
| 1.  | «The Lady Killer Theme» (Intro)          | Thomas Callaway                                                | Grey Area                       | 1:37     |  |
| 2.  | «Bright Lights, Bigger City»             | Ben H. Allen, Callaway, Tony Reyes                             | Ben H. Allen, Graham Marsh (co) | 3:38     |  |
| 3.  | «Fuck You!»                              | Brody Brown, Callaway, Bruno Mars, Philip Lawrence, Ari Levine | The Smeezingtons                | 3:43     |  |
| 4.  | «Wildflower»                             | Callaway, Fraser T. Smith                                      | Fraser T. Smith                 | 4:02     |  |
| 5.  | «Bodies»                                 | Callaway, Salaam Remi                                          | Salaam Remi                     | 3:43     |  |
| 6.  | «Love Gun» (featuring Lauren Bennett)    | Callaway, Mack David, Jerry Livingston, Terrence Simpkins      | Cee Lo Green, Salaam Remi (co)  | 3:20     |  |
| 7.  | «Satisfied»                              | Callaway, Rick Nowels                                          | Fraser T. Smith                 | 3:26     |  |
| 8.  | «I Want You»                             | Callaway, Fraser T. Smith, Jack Splash                         | Fraser T. Smith, Jack Splash    | 3:36     |  |
| 9.  | «Cry Baby»                               | Callaway, Nowels                                               | Fraser T. Smith                 | 3:27     |  |
| 10. | «Fool for You» (featuring Philip Bailey) | Callaway, Splash                                               | Jack Splash                     | 3:40     |  |
| 11. | «It's OK»                                | Callaway, Hitesh Ceon, Noel Fisher, Kim Ofstad                 | ELEMENT, Paul Epworth (co)      | 3:46     |  |
| 12. | «Old Fashioned»                          | Callaway, Alan Kasirye                                         | Alan Nglish, Salaam Remi (co)   | 3:24     |  |
| 13. | «No One's Gonna Love You»                | Creighton Barrett, Benjamin Bridwell, Rob Hampton              | Paul Epworth                    | 3:29     |  |
| 14. | «The Lady Killer Theme» (Outro)          | Callaway                                                       | Grey Area                       | 0:58     |  |

- Datos: Q39611